# Betsaal der Herrnhuter Brüdergemeine (Kleinwelka)

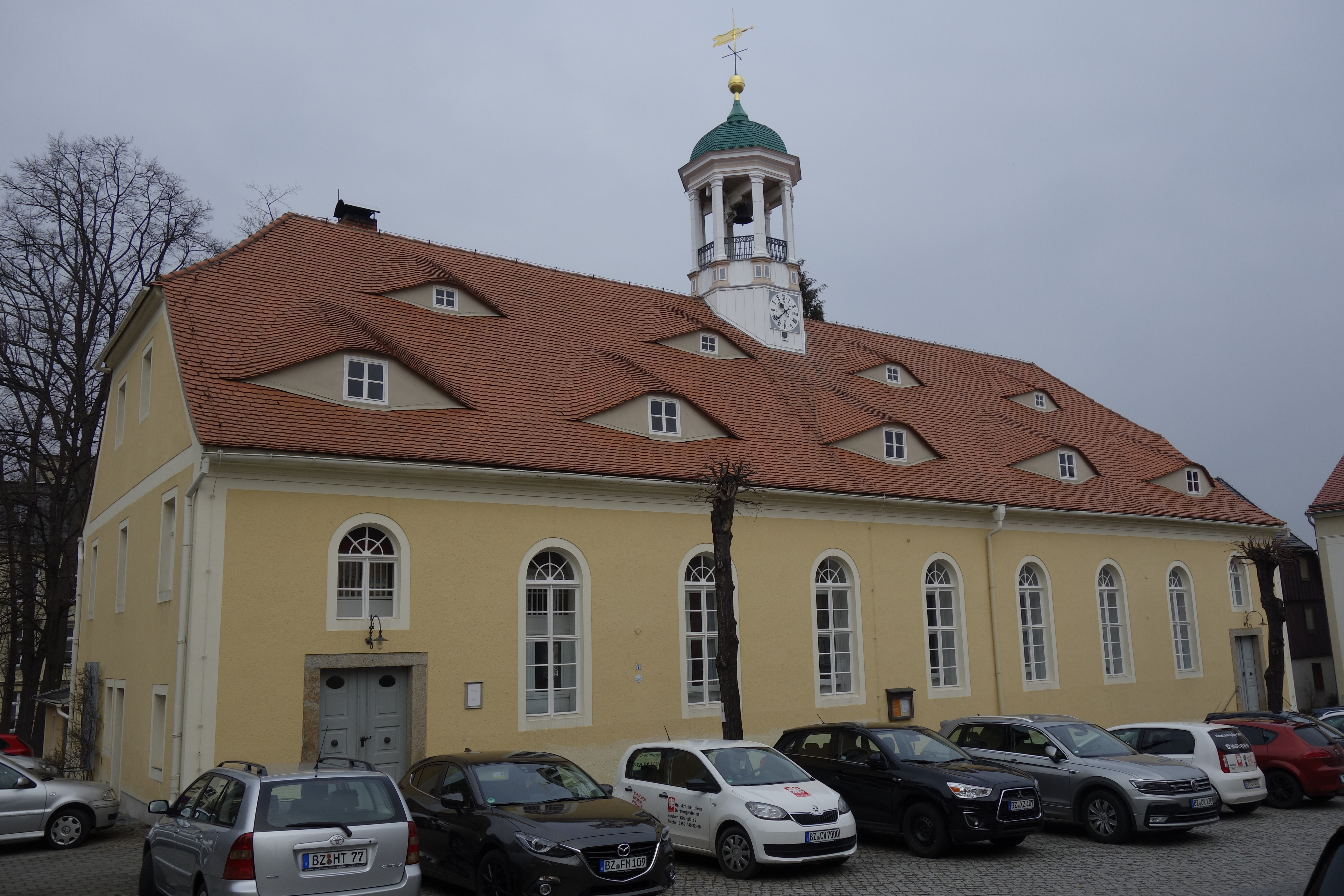
Betsaal der Brüdergemeine in Kleinwelka (2018)

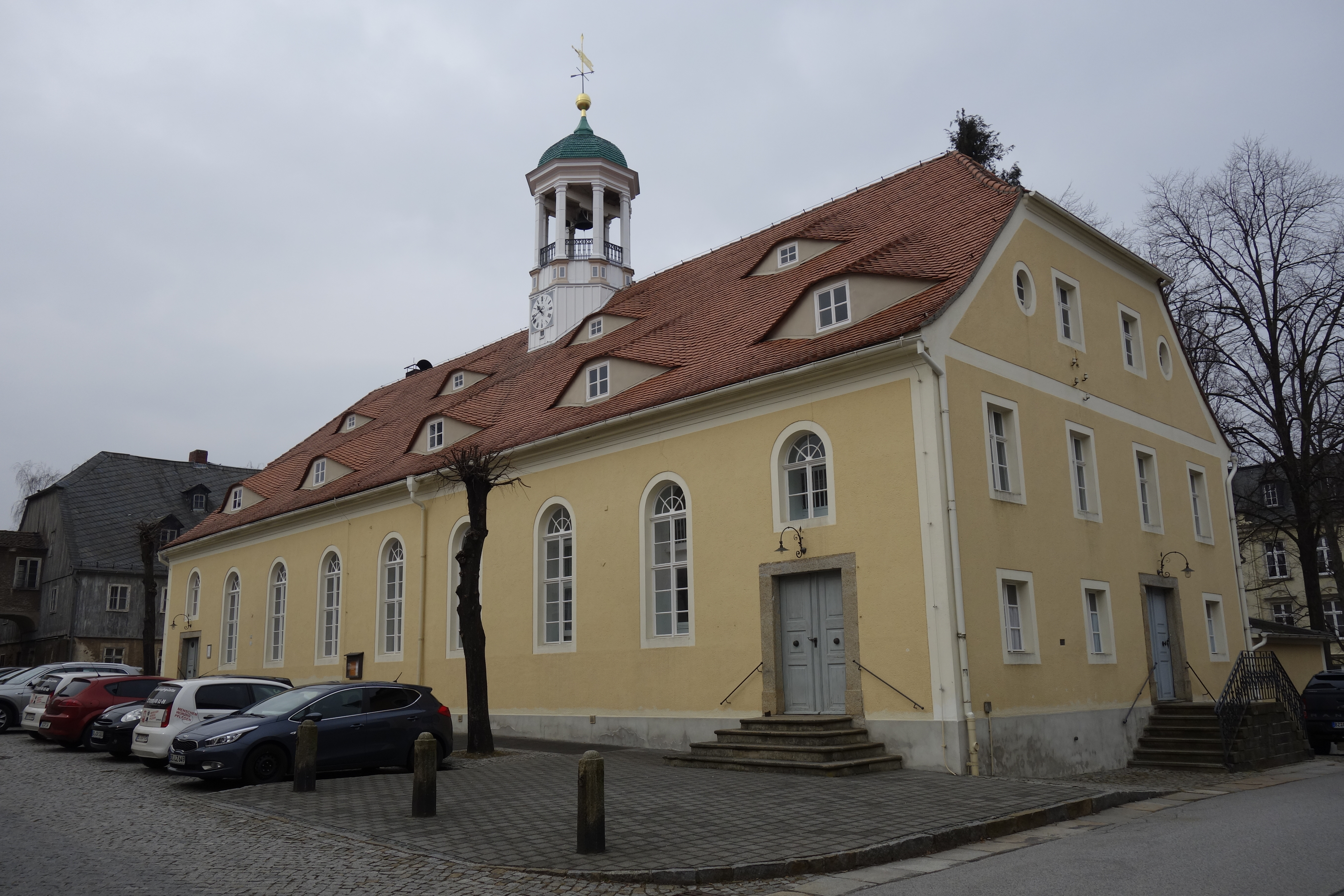
Ansicht von Nordosten (2018)

Der Betsaal der Herrnhuter Brüdergemeine ist ein Gotteshaus der Herrnhuter Brüdergemeine im Ortsteil Kleinwelka der Stadt Bautzen im Landkreis Bautzen in der sächsischen Oberlausitz. Das Gebäude entstand im Jahr 1758 im Zuge der Anlage der Kolonie Kleinwelka und steht als Einzelbestandteil des Denkmalensembles ebenfalls unter Denkmalschutz.

## Geschichte und Architektur
Der Betsaal wurde im Jahr 1758 bei der Anlage der Kolonie Kleinwelka im Stil des Barock gebaut und am 12. Juli 1758 geweiht. Um 1856 wurde der Bau erweitert. Der breite zweigeschossige Putzbau hat neun Achsen und ein Krüppelwalmdach mit Fledermausgauben. An der West- und Ostwand befinden sich zweigeschossige Rundbogenfenster mit weiß geputzten Gewänden, an den schmalen Gebäudeseiten sind die Fenster rechteckig. In den äußeren Achsen der Ostseite liegen zweiflügelige Eingangsportale, das nördliche davon mit einer vierstufigen Freitreppe. In der Nordwand befindet sich ein gleich gestaltetes Portal, dem eine zweiläufige Freitreppe vorgelagert ist. In der Mitte des Dachs steht ein achtseitiger Dachreiter mit Laterne, Turmkugel und Wetterfahne.

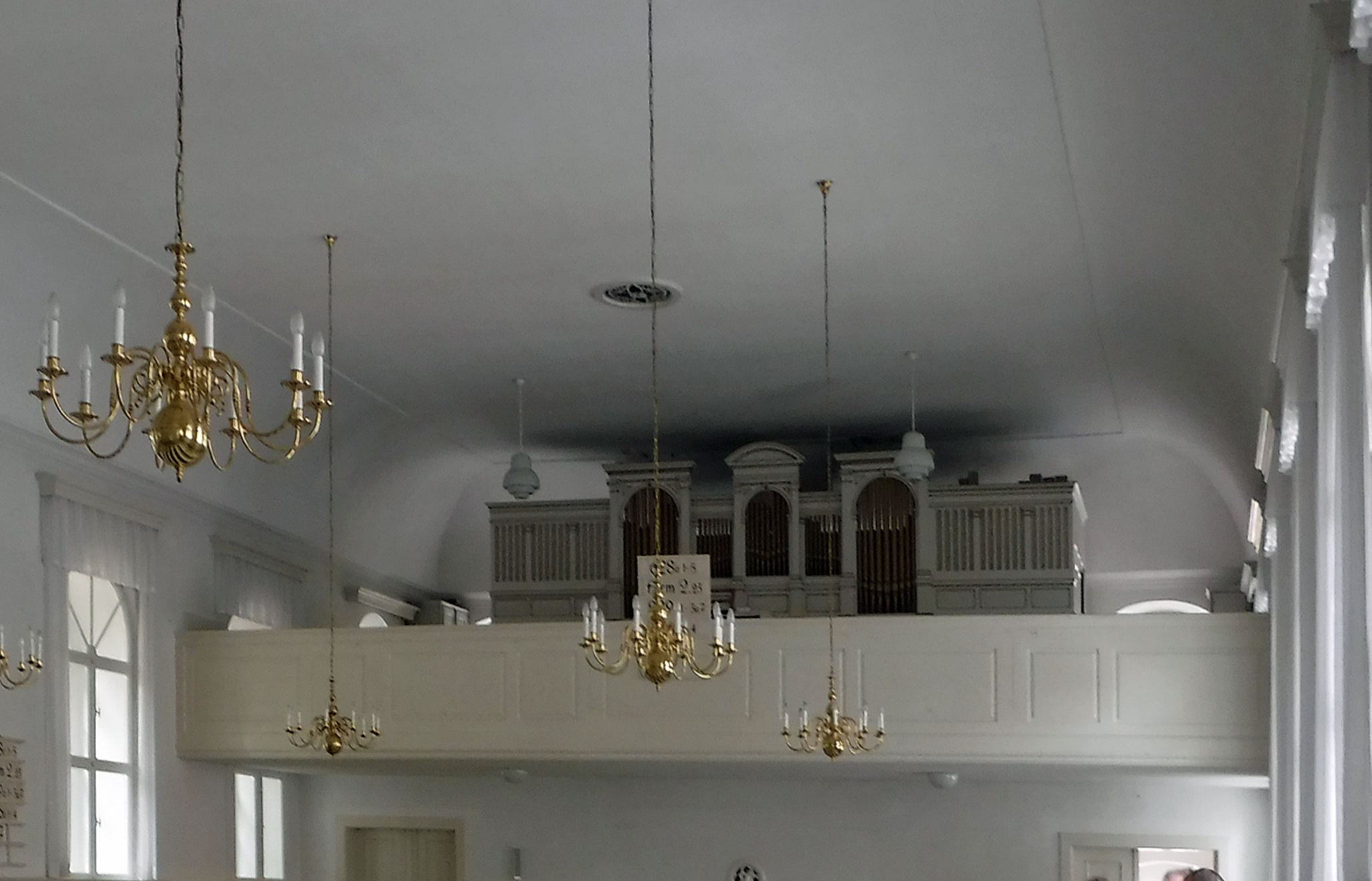
Orgel in Kleinwelka (2018)

Der hell und nach den Vorgaben der Brüdergemeine schlicht gestaltete Innenraum hat eine flache Putzdecke. An den Schmalseiten befinden sich Vorhallen, die ursprünglich als Pfarrerswohnungen eingerichtet wurden und von denen die nördliche heute als Sakristei genutzt wird. Über den Vorhallen liegen weit hervorkragende Holzemporen. Die ursprünglich mechanische Orgel wurde 1886 von der Firma Orgelbau A. Schuster & Sohn in Zittau gebaut und 1937 von Hermann Eule Orgelbau zu einer pneumatischen Kegelladenorgel umgebaut.